# Baro (Peukan Bada)
Baro is een bestuurslaag in het regentschap Aceh Besar van de provincie Atjeh, Indonesië. Baro telt 341 inwoners (volkstelling 2010).